# Kallu Sadarahalli, Arsikere
Kallu Sadarahalli là một làng thuộc tehsil Arsikere, huyện Hassan, bang Karnataka, Ấn Độ.